# Прежде чем я усну
«Прежде чем я усну» (англ. Before I Go To Sleep) — британский детективный триллер, снятый Роуэном Жоффе по собственному сценарию, написанному по мотивам одноимённого романа Си Джей Уотсона. Главные роли исполнили Николь Кидман, Марк Стронг, Колин Ферт и Энн-Мари Дафф.

## Сюжет
В результате травмы женщина просыпается каждый день, не помня себя и окружающих её людей, ставя всё происходящее вокруг под сомнение.

## В ролях
- Николь Кидман — Кристин Лукас[7]
- Колин Ферт — Бен Лукас / Майк[8]
- Марк Стронг — доктор Майк Нэш[9]
- Энн-Мари Дафф — Клэри[8]
- Дин-Чарльз Чэпман — Адам
- Рози МакФерсон — Эмили
- Джин Лу — медсестра Кейт
- Адам Леви — Бен Лукас
- Бен Кромптон — смотритель склада
- Бернард Коллако — доктор
- Крис Коулин — офицер полиции
- Флинн МакАртур — мальчик во сне
- Льюэлла Гидеон — медсестра психиатрической клиники
- Кевин Хадсон — человек на велосипеде
- Стив Монро — кладовщик

## Съёмки
1 мая 2011 года Ридли Скотт купил права на роман Си Джей Уотсона и нанял Роуэна Жоффе в качестве сценариста и режиссёра. В феврале 2012 года Николь Кидман получила приглашение сняться в кинокартине, а в мае того же года она получила роль Кристин. 31 октября 2012 года Марк Стронг присоединился к актёрскому составу. 16 ноября 2012 года «The Hollywood Reporter» сообщил, что Николь Кидман выразила желание вновь поработать с Колином Фертом, с которым ранее снималась в драме «Возмездие», и 6 февраля 2013 года Ферт получил роль в фильме.
Съёмки проходили в Лондоне на студии «Twickenham Studios».
В 2023 году в российский прокат вышла лента «Синдром» режиссёра Антона Борматова, замысел и сюжетная линия которого скопированы с фильма «Прежде, чем я усну».